# Telèsias de Tebes
Telèsias o Telèsies (en llatí Telesias, en grec antic Τελεσίας) fou un músic tebà del temps del ditiràmbic atenenc tardà, contemporani d'Aristoxen de Tarant (segle iv aC), segons diu Plutarc.
Des de molt jove va ser instruït amb cura en les obres del més destacats músics com Píndar, Dionís de Tebes, Lampre d'Atenes, i Pràtines, i els grans poetes lírics. Es va convertir en un excel·lent flautista i també era hàbil en altres branques de la música.
A la meitat de la seva vida va canviar el model utilitzat fins aleshores, i va seguir la moda, que imposava un estil dramàtic i artificial, va descuidar els seus antics models i es va dedicar a l'estudi de les produccions de Filoxen de Citera i Timoteu. Quan va iniciar noves composicions va comparar les que havia produït amb l'estil de Píndar amb les fetes a l'estil de Filoxen, i va seguir en les composicions, sense cap dubte, les obres que havien influït en la seva primera formació.